# Майнеке, Ева Мария
Ева Мария Ма́йнеке (также Мейнеке, нем. Eva Maria Meineke, также Eva-Maria Meinecke или Evy Maria Meineke; род.(8 октября 1923, Берлин — 7 мая 2018) — немецкая актриса театра и кино.

## Биография
Получив актёрское образование, Ева Мария Майнеке дебютировала в 1943 году на сцене Прусского государственного театра в Берлине в постановке Густафа Грюндгенса «Бобровая шуба» по Герхарту Гауптману. Вплоть до 1950-х годов Майнеке появлялась на театральной сцене и после войны работала во многих аудиоспектаклях.
Кинодебют Майнеке состоялся в 1942 году в небольшой роли, впоследствии ей доставались и главные роли. Всего Ева Мария Майнеке снялась в почти 100 кинолентах и телевизионных фильмах. Международная известность пришла к Майнеке благодаря роли в кинодраме Александра Клуге «Прощание с прошлым» (1966), после которой Еву Марию Майнеке часто приглашали в фильмы совместного производства. Её партнёрами по съёмочной площадке в разные годы выступали Ричард Уидмарк, Кристофер Ли, Ханс Кристиан Блех, Роми Шнайдер, Макс фон Сюдов, Джефф Бриджес и Марчелло Мастроянни.
С середины 1950-х годов Майнеке была востребована и на телевидении, где работала с такими именитыми режиссёрами, как Райнер Эрлер, Рольф фон Сюдов и Клаус Петер Витт. Она часто появлялась в детективных телесериалах, в том числе в «Деррике» и «Месте преступления». Ева Мария Майнеке была дважды замужем. Первым мужем актрисы стал австрийский актёр Зигфрид Бройер, вторым — кинопродюсер Хайнц Ангермайер.

## Фильмография
- 1942: Mit den Augen einer Frau
- 1944: Der verzauberte Tag
- 1944: Moselfahrt mit Monika
- 1945: Heidesommer
- 1945: Das seltsame Fräulein Sylvia
- 1945: Der Fall Molander
- 1945: Sag’ die Wahrheit
- 1948: Der Prozeß
- 1951: In München steht ein Hofbräuhaus
- 1955: Madame Aurélie
- 1955: Drei Männer im Schnee
- 1956: Heute heiratet mein Mann
- 1956: Försterliesel
- 1956: Jeanne oder die Lerche
- 1956: Salzburger Geschichten
- 1958: Moral
- 1958: Скамполо / Scampolo
- 1958: Der kaukasische Kreidekreis
- 1959: Bei Anruf Mord
- 1959: Das schöne Abenteuer
- 1960: Lampenfieber
- 1963: Der Hexer
- 1963: Der schlechte Soldat Smith
- 1965: Das Haus in der Karpfengasse
- 1966: Adrian der Tulpendieb
- 1966: Прощание с прошлым / Abschied von gestern
- 1968: Die fünfte Kolonne
- 1970: Место преступления / Tatort
- 1971: Zwanzig Mädchen und die Pauker: Heute steht die Penne kopf
- 1971: Morgen fällt die Schule aus
- 1971: Mein Vater, der Affe und ich
- 1971: Yester, der Name stimmt doch?
- 1972: Сезар и Розали / César et Rosalie
- 1973: Die Schlange
- 1973: Mein Onkel Benjamin
- 1974: Место преступления / Tatort
- 1975: Глазами клоуна / Ansichten eines Clowns
- 1976: To the Devil a Bride
- 1977: Der Mädchenkrieg
- 1977: Die Jugendstreiche des Knaben Karl
- 1978: Бездельник — Taugenichts — графиня
- 1980: Прямой репортаж о смерти / La mort en direct
- 1981: Призрак любви / Fantasma d’amore
- 1993: Tierärztin Christine
- 1998: Место преступления / Tatort: Gefährliche Zeugin
- 2000: Rosamunde Pilcher — Im Licht des Feuers
- 2000: Die blauen und die grauen Tage